# Demmin
Die Hansestadt Demmin [dɛˈmiːn] ist eine Kleinstadt im Bundesland Mecklenburg-Vorpommern. Seit der Kreisgebietsreform 2011 gehört sie zwar zum Landkreis Mecklenburgische Seenplatte, betont aber stets ihre Zugehörigkeit zu Vorpommern. Sie ist eines der 18 Mittelzentren im Land.
Die Stadt gehört zu den ältesten Orten Pommerns. Durch ihre vielen Gewässer und die umgebende Landschaft ist die Region Demmin ein beliebtes Urlaubsziel, vor allem für Naturtouristen. In Demmin fließen die drei Flüsse Peene, Trebel und Tollense zusammen. Die Peene fließt vom nahen Kummerower See durch Demmin bis in die Ostsee.

## Geographie

### Geographische Lage
Demmin liegt im vorpommerschen Tiefland am Zusammenfluss der Flüsse Peene, Tollense und Trebel, die zusammen ein Gewässerkreuz bilden. Das Gebiet wird touristisch gerne Dreistromland (in Anlehnung an das antike Zweistromland) genannt. Kummerower See und Stettiner Haff (Oderhaff) sind auf der Peene per Schiff zu erreichen, Neubrandenburg über Altentreptow auf Nebenstraßen und Radwanderwegen.
Nördlich von Demmin erstreckt sich auf etwa 174 Hektar das als Drosedower Wald und Woldeforst bezeichnete Waldgebiet. Hier liegt auch das 103 Hektar große Naturschutzgebiet Kronwald. Westlich befindet sich am linken Ufer der Peene das Devener Holz und am rechten Ufer die Vorwerker Schweiz. Im Osten der Stadt liegen die Sandbergtannen und im Südosten der Vorwerker Wald.

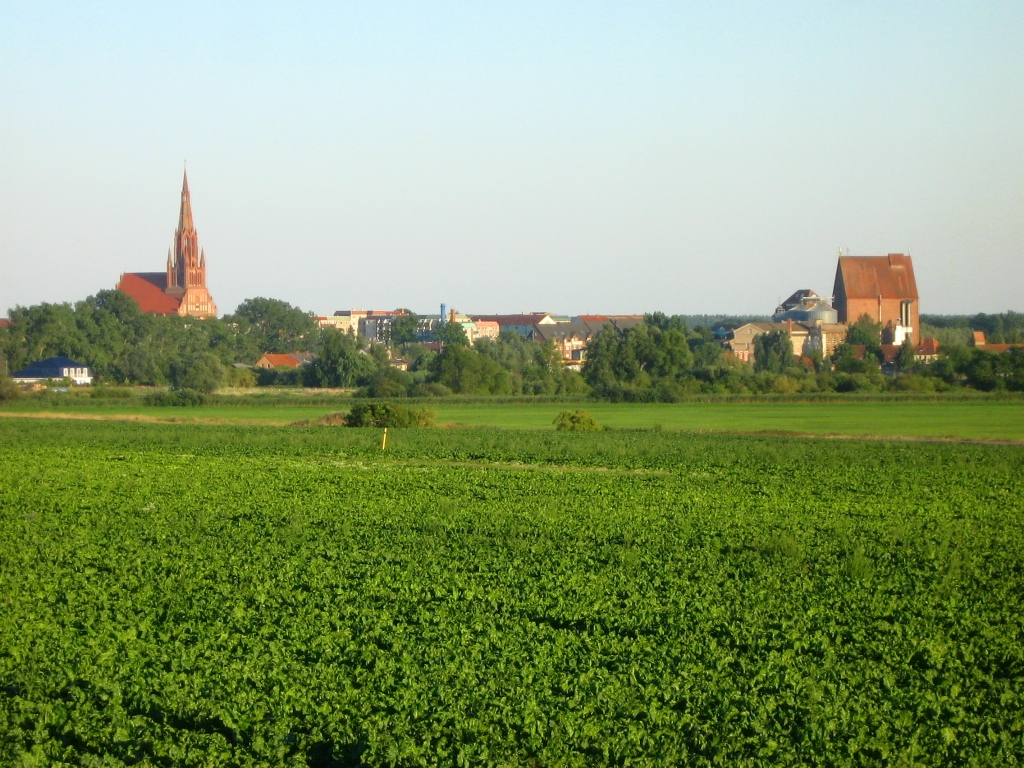
Blick über das Trebeltal auf Demmin
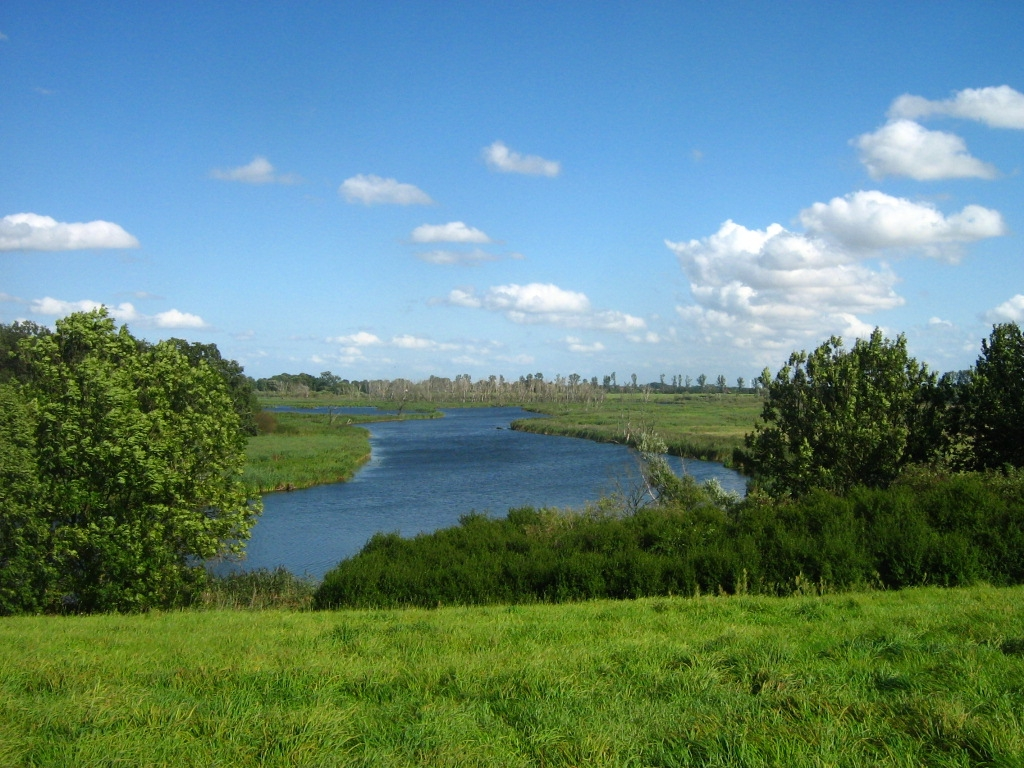
Peeneland bei Demmin
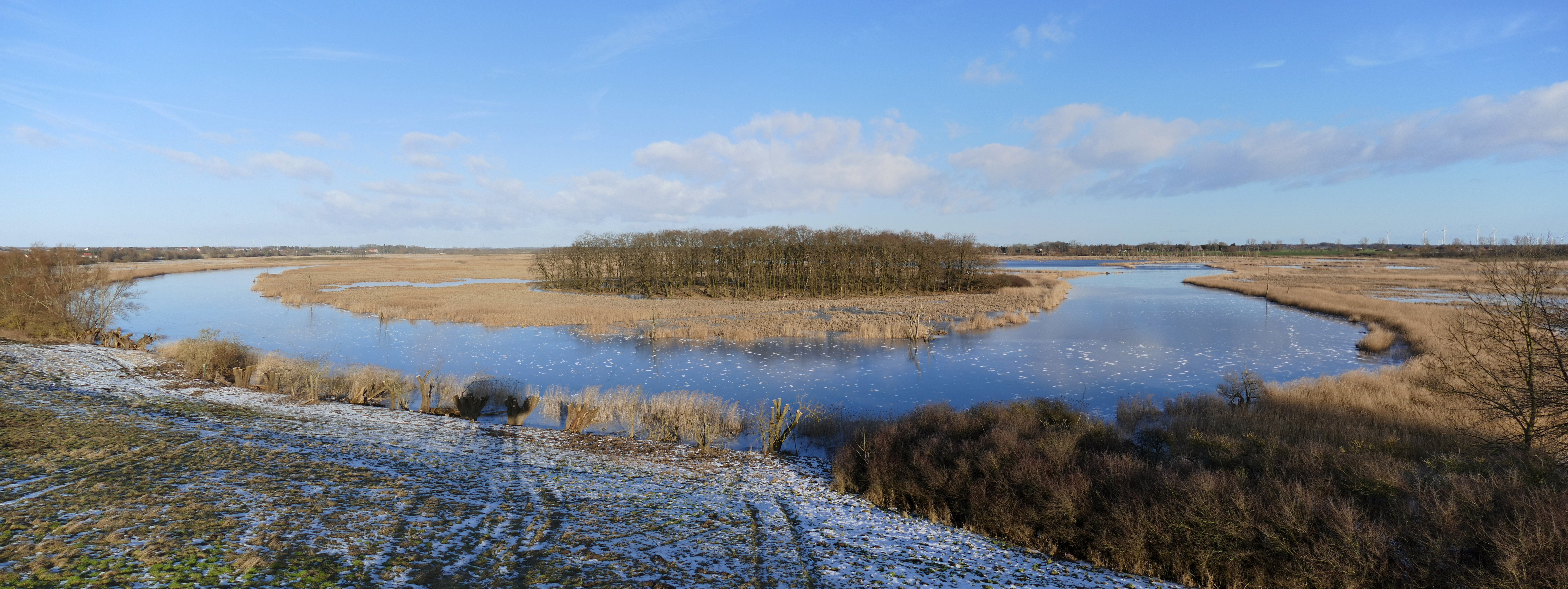
Peeneschleife im Ortsteil Randow
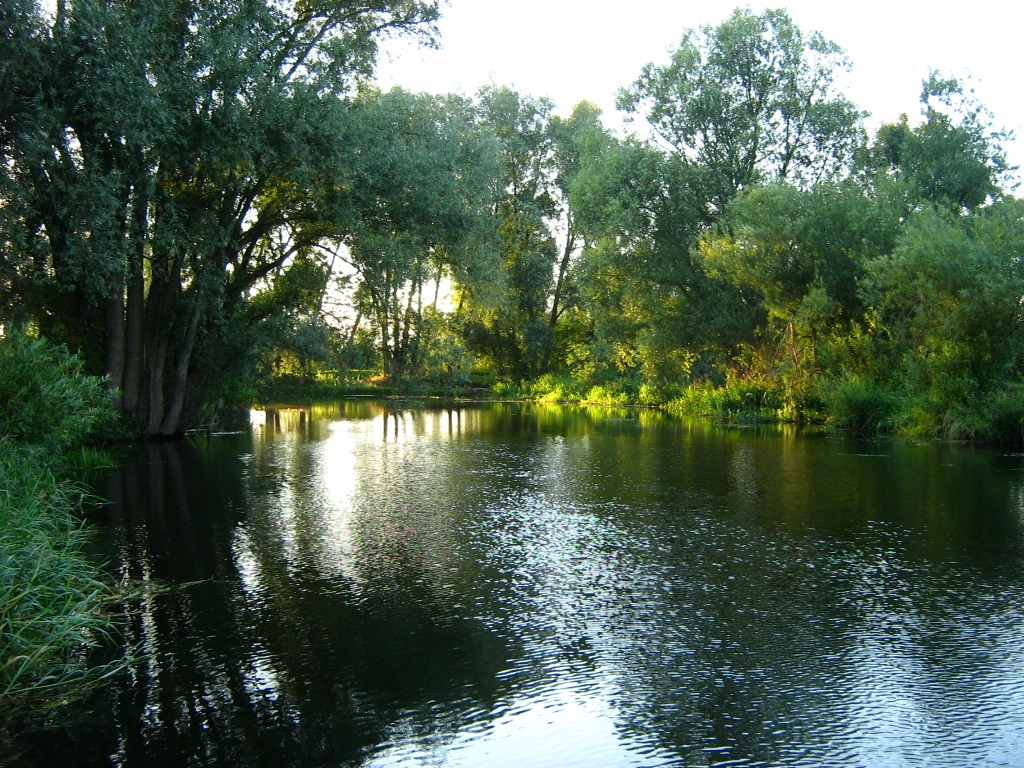
Tollense mit wilden Ufern
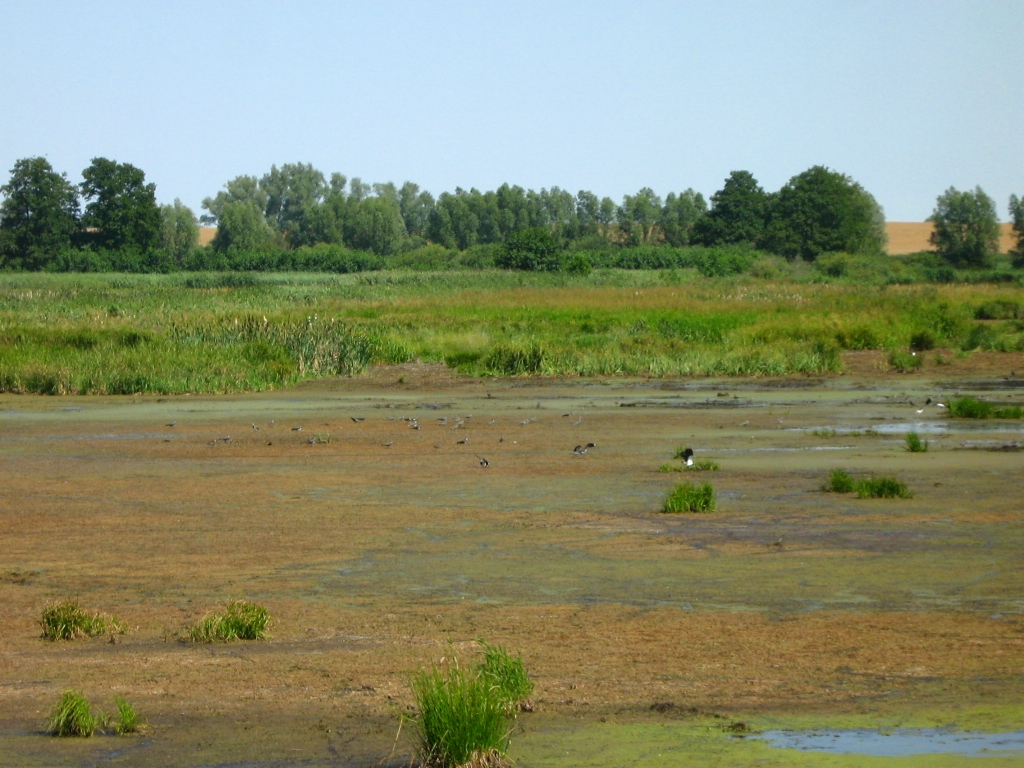
Moore im Trebeltal

### Stadtgliederung

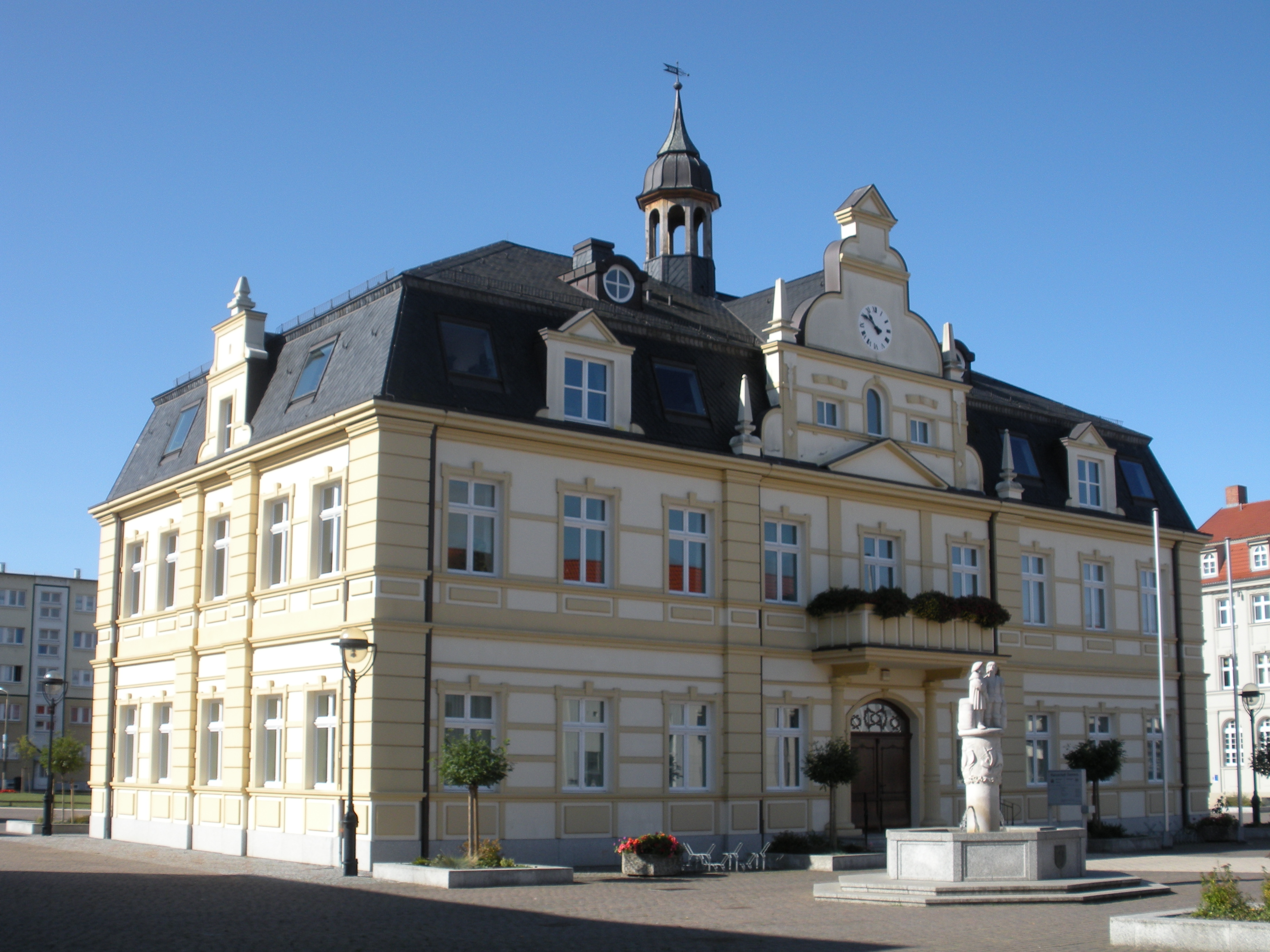
Rathaus

Zu Demmin gehören folgende Ortsteile:
| - Demmin - Deven - Drönnewitz - Lindenfelde | - Randow - Seedorf - Waldberg - Wotenick |

Außerdem existieren im Stadtgebiet folgende Wohnplätze und Siedlungen:
- im Norden: Meyenkrebs, Adolfshof, Erdmannshöhe, Wendeforst und Wotenick Ausbau
- im Osten: Karlshof, Siebeneichen, Jägerhof
- im Süden: Vorwerk, Neu Vorwerk, Klenz
- im Westen: Devener Hof, Siedlung am Devener Holz, Stadtrandsiedlung, Stuterhof, Eichholz

### Nachbargemeinden
Im Norden grenzt das Stadtgebiet an Nossendorf und Loitz, im Osten an Kletzin, Siedenbrünzow und Utzedel, im Süden an Beggerow, Borrentin und Schönfeld sowie im Westen an Warrenzin.

## Geschichte

### Name
Möglich ist die Herkunft des Namens vom slawischen Begriff timänie, was so viel wie „morastige Gegend“ bedeutet. Möglich ist aber auch die Herkunft vom Altpolabischen dym (Mehrzahl dyminy) für „Rauch, Dunst“ auf Grund der damaligen Brandrodungen oder des für Niederungen typischen Nebels. Adam von Bremen berichtete 1075 von der umkämpften Burg Dimine. Der Name wandelte sich unter anderem von Dymine zu Dimin, latinisiert zu Dyminium, schließlich zu Demmyn und 1320 zu Demmin.
Nach einer Sage war es aber ganz anders: Zwei Prinzessinnen, welche die Burg Haus Demmin erbauten, gelobten sich gegenseitig: „Dat Hus is din und min.“ Daraus soll der Name der Burg und damit der Stadt entstanden sein.

### Vorgeschichte
Um 5500–4900 v. Chr. breitete sich die jungsteinzeitliche Bandkeramische Kultur oderabwärts in die Gegend östlich von Demmin aus. Als Zeugnisse der Trichterbecherkultur sind 119 Megalithanlagen im Kreisgebiet nachgewiesen. Von diesen sind 56 zumindest noch teilweise erhalten. Die überwiegende Zahl davon sind 37 Großdolmen. Dass sich auch noch sechs Urdolmen erhalten haben, weist auf eine jener Regionen hin, in denen der Bau dieser Anlagen seine Wurzeln hatte. Für die nachfolgende Zeit sind die Grabhügel und die Schalensteine, von denen im Kreis Demmin zwölf erhalten sind, kennzeichnend. Ab etwa 1800 v. Chr. erfolgte die Besiedlung der Gegend durch frühgermanische Bevölkerungsgruppen.

### Mittelalter

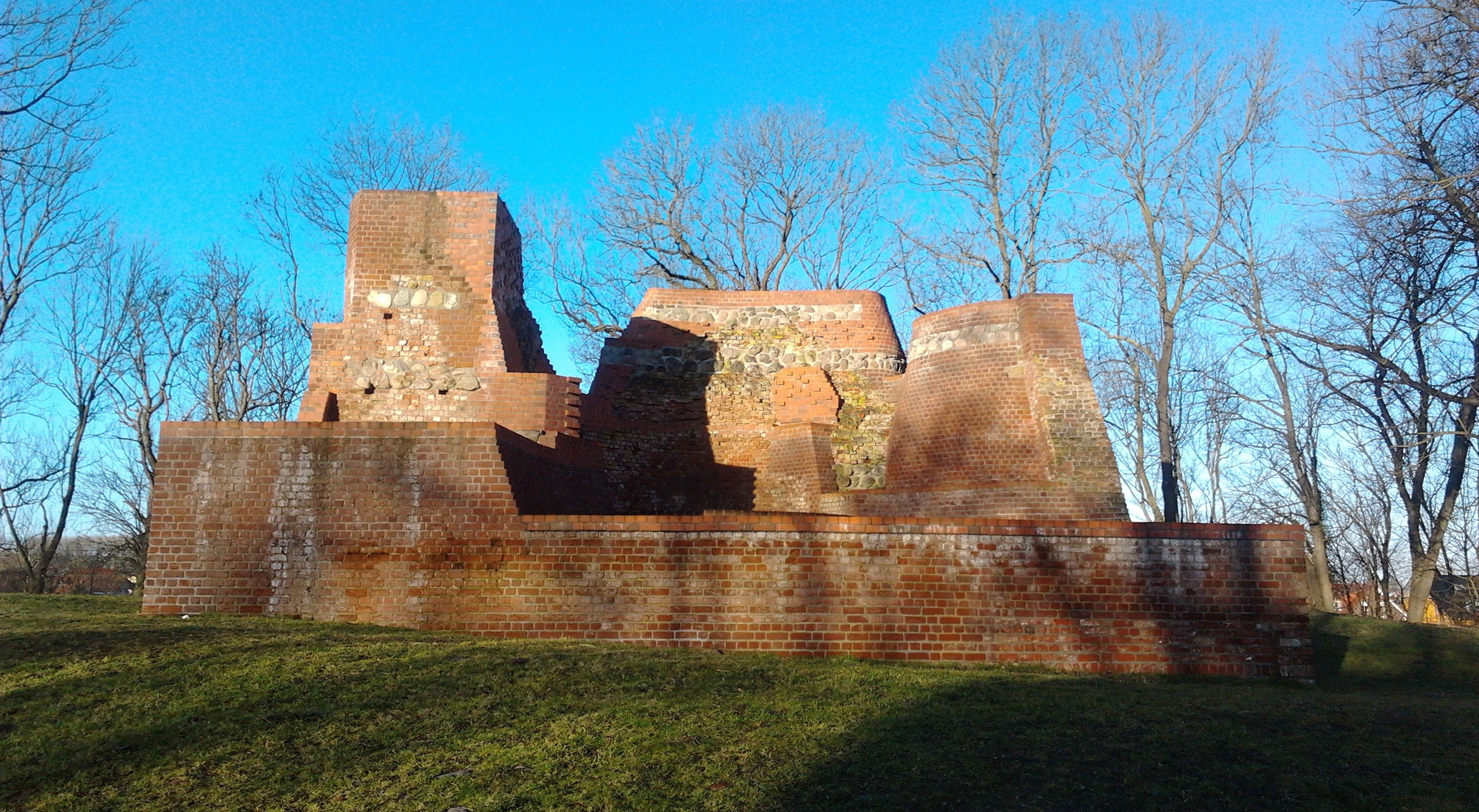
Haus Demmin

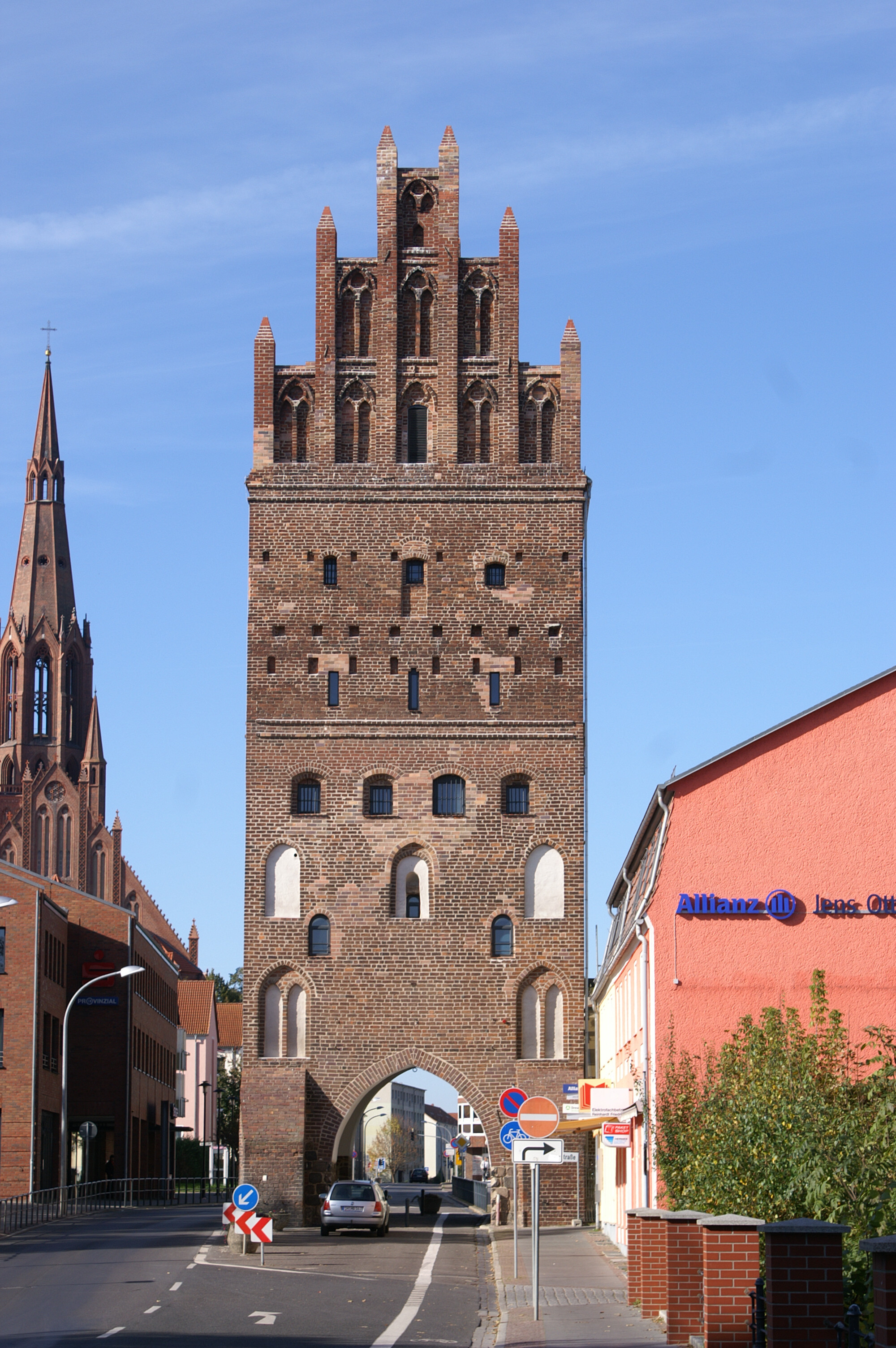
Luisentor, Teil der mittelalterlichen Wehranlage, im Hintergrund St. Bartholomaei

In den Wäldern um Demmin gab es bereits im 8. Jahrhundert slawische Siedlungen der Wilzen. Karl der Große führte sein Heer während der Sachsenkriege 789 bis an die Peene gegen die mit den Sachsen verbündeten Wilzen. Deren Fürst Dragowit, dessen Burg bei Vorwerk (Demmin) gestanden haben soll, unterwarf sich und versprach Tributzahlungen. Im Ringen der Wilzen und Franken um diese Region, die durch die Kreuzung von Flüssen und später auch Handelsstraßen für eine Siedlung sehr geeignet war, entstand zunächst eine Grenzburg, die von den liutizischen Zirzipanen am Anfang des 10. Jahrhunderts errichtet wurde und später den Namen Haus Demmin erhielt. Diese Burg kontrollierte den Ostteil Zirzipaniens, das sich im Westen bis Güstrow erstreckte und dessen Hauptburg Teterow war.
Bald entwickelte sich im Schutz der Burg ein Handelsplatz. Der Chronist Adam von Bremen beschrieb 1075 diesen in einem Bericht als „bedeutende Stadt“ (civitas maxima). In seiner Beschreibung von Jumne berichtete er: „Von jener Stadt schifft man mit kurzer Fahrt zur Stadt Dymin, welche an der Mündung des Peeneflusses liegt, wo auch die Rhunen (Ranen) wohnen.“ Wegen dieser fehlerhaften Ortsangabe vermutete der Historiker Gustav Kratz, dass hier Demmin mit Wolgast verwechselt wurde, was ein Hinweis wäre, dass beide Orte grundsätzlich bekannt waren.
Seine zweite Missionsreise führte Otto von Bamberg 1128 nach Demmin (Timina civitas Pomeraniae), wo er den Herzog Wartislaw I. traf und in einer alten Burg (vetus castellum) außerhalb des Ortes übernachtete. Die pommersche Burg Demmin wurde am 14. Oktober 1140 erstmals in der Bestätigungsschrift des Papstes Innozenz II. für das pommersche Bistum urkundlich erwähnt. Während des Wendenkreuzzuges 1147 wurde Demmin vom deutsch-dänisch-polnischen Kreuzzugsheer belagert, konnte aber eine Eroberung abwenden, indem es auf die Missionierung durch Otto von Bamberg verwies.
Die Söhne Wartislaws Bogislaw I. und Kasimir I., die ab 1156 regierten, wählten Demmin als eine ihrer Residenzen. Am 6. Juli 1164 kam es zur Schlacht bei Verchen zwischen Lutizen und einem dänisch-sächsischen Heer. Die unterlegenen Slawen setzten Demmin in Brand und zogen sich ins Landesinnere zurück. In den folgenden Jahrzehnten erfolgte eine zunehmende deutsche Besiedlung im Zuge der Ostkolonisation. 1178 bis 1180 unternahmen die Pommernherzöge drei Feldzüge in die Lausitz und das Land Jüterbog, die dabei schwer verwüstet wurden. Im Spätherbst 1180 erfolgte der Gegenschlag der Gegner und der brandenburgische Markgraf Otto I. belagerte Demmin. Bei den Kämpfen fiel vermutlich Kasimir I. und Bogislaw I. regierte nun allein. Nach dem Sturz Heinrichs des Löwen 1181 wurde Bogislaw I. deutscher Reichsfürst. Ab 1211 kam das Gebiet unter dänische Lehnsabhängigkeit, und nach 1227 wurde es brandenburgisches Lehen.
Um 1236 wurde die Stadt planmäßig mit gitterförmigem Straßennetz angelegt, die zudem mit einem Mauerring und fünf Toren umgeben wurde. Zwischen 1236 und 1249 erhielt Demmin Lübisches Recht.
1264 erlosch diese Linie Pommern-Demmin mit dem Tod von Wartislaw III., eines Enkels von Bogislaw I.
Ende des 13. Jahrhunderts hatte der pommersche Marschall Henning von Winterfeld, Herr auf den Burgen Osten und Wolde, auch die Burg Demmin inne. Die gotische Stadtkirche St. Bartholomaei in der Altstadt wurde erstmals 1269 erwähnt.
An der schiffbaren Peene ist die Stadt Umschlagplatz von zumeist landwirtschaftlichen Produkten. 1283 trat Demmin der Hanse bei und erhielt durch die pommerschen Herzöge Wartislaw IV. und Otto I. am 27. September 1320 die Zollfreiheit. Im 14. und 15. Jahrhundert schloss Demmin enge Bündnisse mit Stralsund, Greifswald und Anklam. 1452 gelang es diesen Städten, durch das herzogliche Goldene Privileg große Macht und städtische Freiheit zu erreichen.
Im Ersten Rügischen Erbfolgekrieg wurde Demmin im Juli 1327 durch mecklenburgische Truppen belagert. 1358 nahmen Demminer Boten am Hansetag teil. 1394 stellte Demmin zusammen mit den anderen Städten ein Kontingent für die Flotte gegen die Vitalienbrüder.
Schwerere Stadtbrände zerstörten Demmin 1407 zur Hälfte und 1495 fast vollständig. 1499 erwarb die Stadt den Pfandbesitz am Dorf Deven.
1534 wurde in Pommern die Reformation eingeführt. 1546 und 1547 wurden die Demminer Stadtbefestigung verstärkt sowie zusätzliche Wälle angelegt.

### 17. Jahrhundert

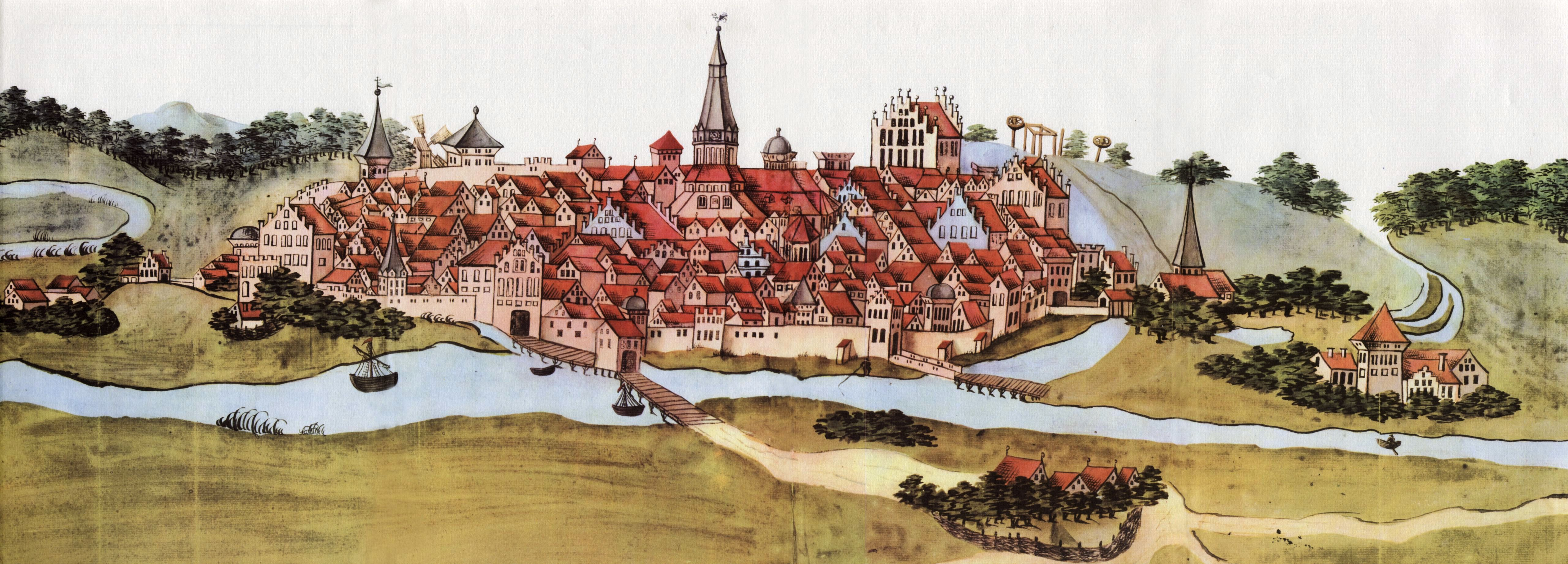
Ansicht um 1611 aus der Stralsunder Bilderhandschrift

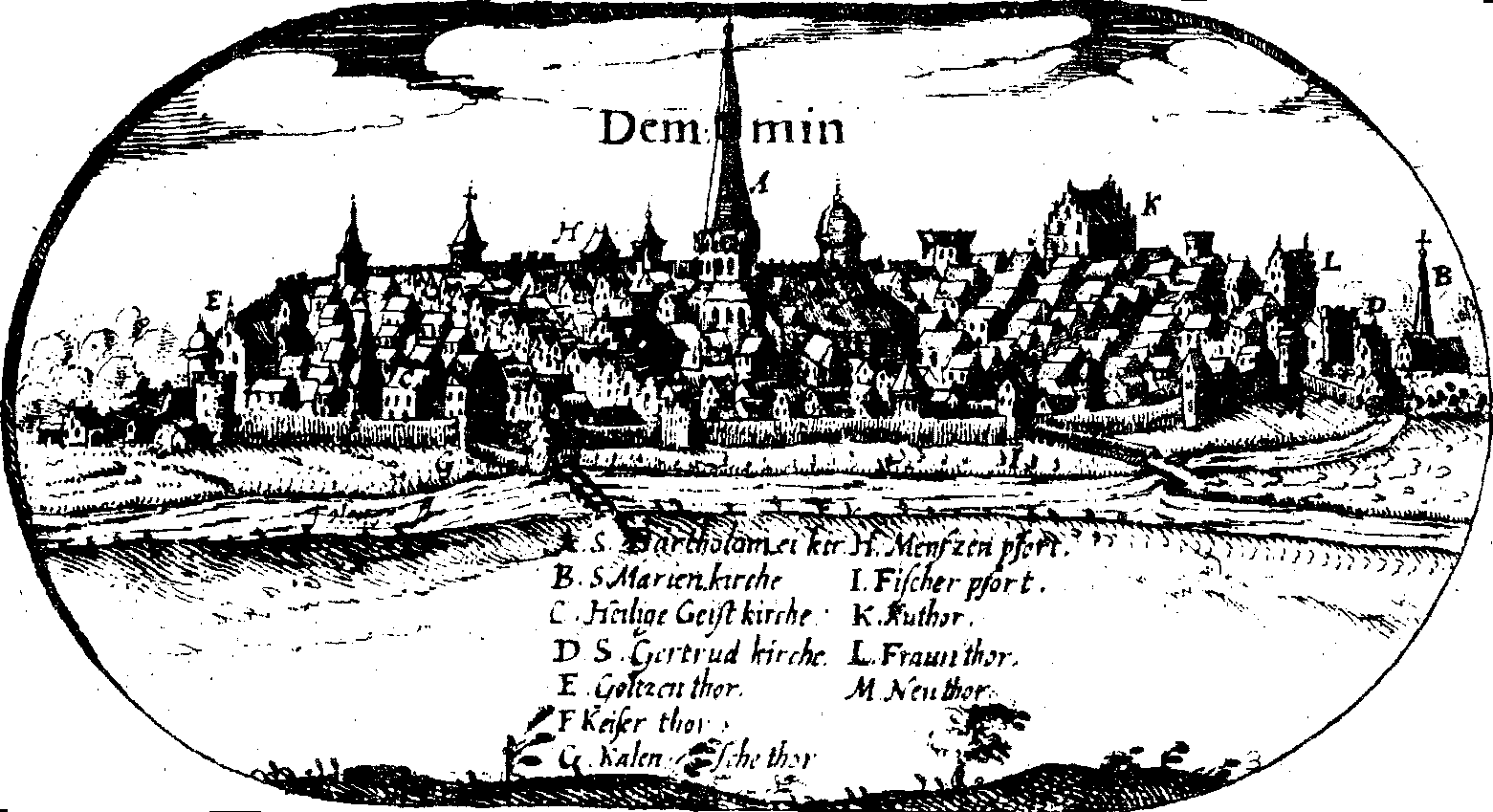
Ansicht von 1617 auf der Lubinschen Karte

Das 17. Jahrhundert brachte der Stadt den nahezu vollständigen Ruin. Demmin wurde fünfmal belagert und dreimal niedergebrannt.
Demmin schied 1607 aus der Hanse aus. Aufgrund der starken Konkurrenz aus England und Holland zerbrach der Hansebund. Vor 1618 hatte die Stadt etwa 2400 Einwohner.
Im Dreißigjährigen Krieg besetzten 1627 die kaiserlichen Truppen und 1631 die Schweden unter Gustav Adolf die Stadt. Die Kaiserlichen unter Gallas belagerten und eroberten die Stadt erneut zum Ende 1637. Durch List gelang den Schweden unter Johan Lilliehöök jedoch 1639 die erneute Einnahme.
Nach dem Ende des Dreißigjährigen Krieges standen im Kern der Hansestadt von den ehemals 400 Häusern nur noch 23. Mehrere Brände hatten die Stadt in Schutt und Asche gelegt. Im Westfälischen Frieden von 1648 wurde Vorpommern als Reichslehen Schweden zugesprochen. Die Schweden bauten die Demminer Stadtbefestigung aus.
Im Zweiten Nordischen Krieg wurde die Festung nochmals verstärkt. Bei der Belagerung von 1659 durch die Truppen des brandenburgischen Kurfürsten unter Feldmarschall Otto Christoph von Sparr kapitulierte die schwedische Besatzung nach 28 Tagen und zog nach Stralsund ab. Die brandenburgische Besatzung dauerte bis zum Frieden von Oliva 1660 an.
Auch im Schwedisch-Brandenburgischen Krieg wurde Demmin ab September 1676 von brandenburgischen Truppen unter dem Feldzeugmeister Herzog August von Holstein eingeschlossen; die Stadt wurde in Brand geschossen und dabei zu drei Vierteln zerstört. Dabei brannte auch die Bartholomäuskirche aus. Obwohl sich die schwedische Besatzung zurückzog, verblieb die Stadt nach dem Frieden von Saint-Germain vom 19. Juli 1679 weiterhin bei Schwedisch-Pommern. Am 13. November 1679 zog Otto Wilhelm von Königsmarck mit schwedischen Truppen wieder in die Stadt ein. Brandenburg konnte die Erfolge nicht behaupten. Nur langsam vollzog sich der Wiederaufbau. Ende des 17. Jahrhunderts lebten bereits wieder 600 Menschen in der Stadt.

### 18. Jahrhundert

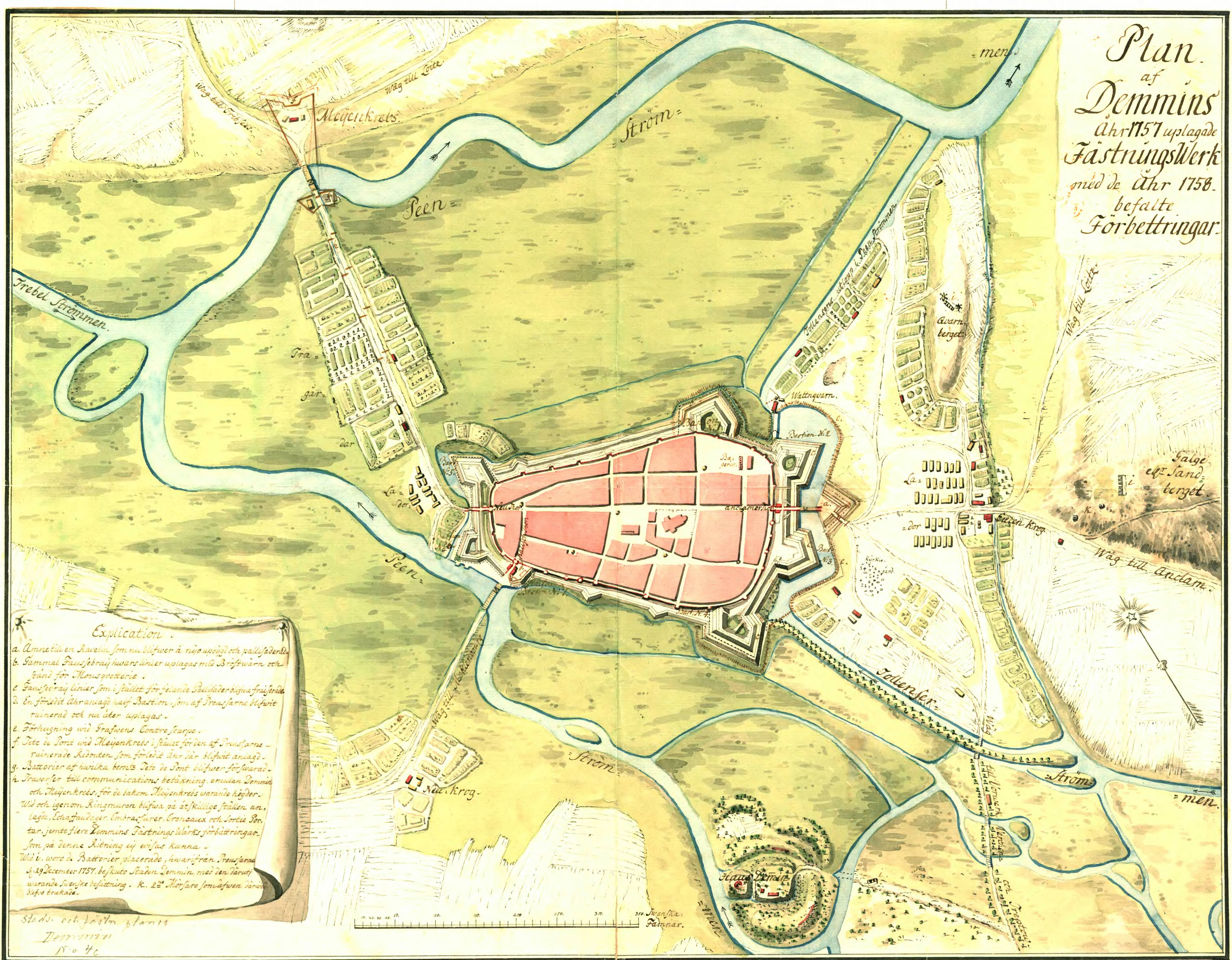
Stadtplan von 1758

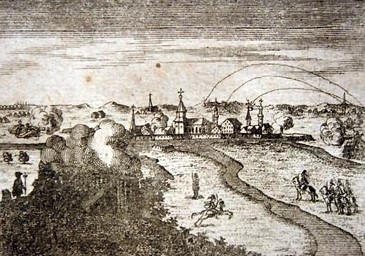
Demmin: Kapitulation der Schweden vor den Preußen Januar 1759 (Kupferstich)

Während des Großen Nordischen Krieges 1700–1721 geriet die Stadt für acht Monate (1712/1713) unter russische Besatzung. Zeitweise residierten hier Persönlichkeiten wie Peter der Große und Katharina I. Zu Beginn des Pommernfeldzuges im Juni 1715 von preußischen Truppen besetzt, gehörte es seit dem Frieden von Stockholm 1720 nunmehr zu Preußen. Das Land auf dem linken Peeneufer blieb dagegen bis 1815 schwedisch. 1732 besuchte König Friedrich Wilhelm I. die Stadt. Demmin erhielt eine preußische Garnison für ein Füsilierregiment, das 1733 am Rhein gegen die Franzosen und ab 1740 in den Schlesischen Kriegen kämpfte.
Im Stadtwald wurde 1748 die Kolonie Eugenienberg angelegt. Zu Beginn des Siebenjährigen Krieges (1756–1763) wurde das unverteidigte Demmin am 13. September 1757 von den Schweden unter General Hans Heinrich von Lieven besetzt. Die preußischen Truppen unter Generalfeldmarschall Johann von Lehwaldt eroberten vom 29. bis 31. Dezember 1757 die Stadt zurück. 1758 wurde Demmin ebenso wie Anklam von den Preußen als fester Platz aufgegeben. Die schwedische Armee unter Graf Hamilton rückte ein. Ein Handstreich am 22. September 1758 scheiterte. Die Schweden zogen sich nach einem Angriff Hauptmann Lehwaldts auf Loitz am 4. Oktober auch aus Demmin zurück, das sie am 18. Oktober unter Oberst Stierneld zurückeroberten. Demmin wurde am 7. November erneut von den Preußen eingenommen. Am 5. Dezember 1758 rückten die preußischen Truppen unter General von Manteuffel von Stettin aus gegen Demmin und Anklam vor. Es kam ab dem 4. Januar 1759 zur Belagerung. Am 18. Januar 1759 kapitulierten die Schweden bei Demmin; dabei gerieten 1275 Mann des Regiments „Graf Spens“ in preußische Gefangenschaft.
Am 17. August 1760 besiegten die Preußen unter Rittmeister von der Schulenburg mit den Belling-Husaren die schwedische Avantgarde des Generals Fredrik Axel von Fersen. Am 6. Dezember 1761 besetzten die Preußen unter Oberst Wilhelm Sebastian von Belling erneut die Stadt. Am 15. Dezember wurde auch die Schanze Meyenkrebs von den Preußen unter Hauptmann Arnould de la Perière erstürmt. Insgesamt wurde Demmin im Verlauf des Krieges acht Mal von den Schweden erobert und ebenso oft von den Preußen zurückerobert. Am 11. Februar 1759 verfügte Friedrich der Große, dass die Befestigung der Stadt Demmin „gänzlich abgetragen und rasieret werde“. Man ließ die äußeren Befestigungswerke von den Bürgern abtragen und gab ihnen dafür den Bereich der ehemaligen Wallanlagen unentgeltlich als Gärten.
Im Frieden von Hamburg (1762) wurde die Peene als Grenze zwischen Schwedisch-Pommern und Preußen bestätigt. Für Demmin begann eine ruhige Zeit, obgleich sie bis 1815 Grenzstadt bleiben sollte.
Das Werk Beschreibung und Geschichte der uralten, ehemals festen, grossen und berühmten Hansestadt Demmin, wie auch der daran liegenden festen und berühmten Burg Haus Demmin genannt von Wilhelm Carl Stolle erschien mit Unterstützung von Johann Carl Dähnert 1772 in Greifswald.

### 19. Jahrhundert
Im Vierten Koalitionskrieg erfolgte am 16. April 1807 die französische Besetzung und auch im Sechsten Koalitionskrieg 1812 zogen napoleonische Truppen auf dem Weg nach Russland durch Demmin.
Erst 1815 wurde ganz Vorpommern Preußen zuerkannt und 1818 kam es zur Gebietsreform. Im Regierungsbezirk Stettin wurden zwölf Kreise gebildet – einer davon war Demmin. 1825 entstand ein erster jüdischer Friedhof am Luisentor, 1848 ein neuer jüdischer Friedhof vor dem Anklamer Tor (heute Bergstraße 5 mit 31 Grabsteinen) und eine Synagoge. 1848 waren in Demmin acht Handelsschiffe beheimatet. Noch im späten 19. Jahrhundert wurde die Hafenstadt Demmin regelmäßig von kleineren Seeschiffen angelaufen. Demmin wurde im Dezember 1860 Garnison des 2. Pommerschen Ulanen-Regiments Nr. 9 in der West- und der Ostkaserne Demmin.
1877 wurde die Eisenbahnlinie Berlin – Demmin – Stralsund gebaut und 1897 die Kleinbahnlinie „Ost“ unter anderem nach Jarmen. 1894 wurde das Postamt Demmin an der Anklamer Straße (heute Clara-Zetkin-Straße 9) eingeweiht.
Um 1900 gab es in Demmin zwei Kalköfen, drei Metallgießereien, eine Zuckerfabrik, zwei Seifensiedereien, zwei Gerbereien, zwei Brauereien (Demminer Bockbrauerei), eine Brennerei, eine Margarinefabrik und zwei Molkereien. Der Hafen wurde ausgebaut und die Peene vertieft. Gebaut wurden die Gasanstalt und feste Straßen mit einem Wasserleitungssystem.

### 1900 bis 1945

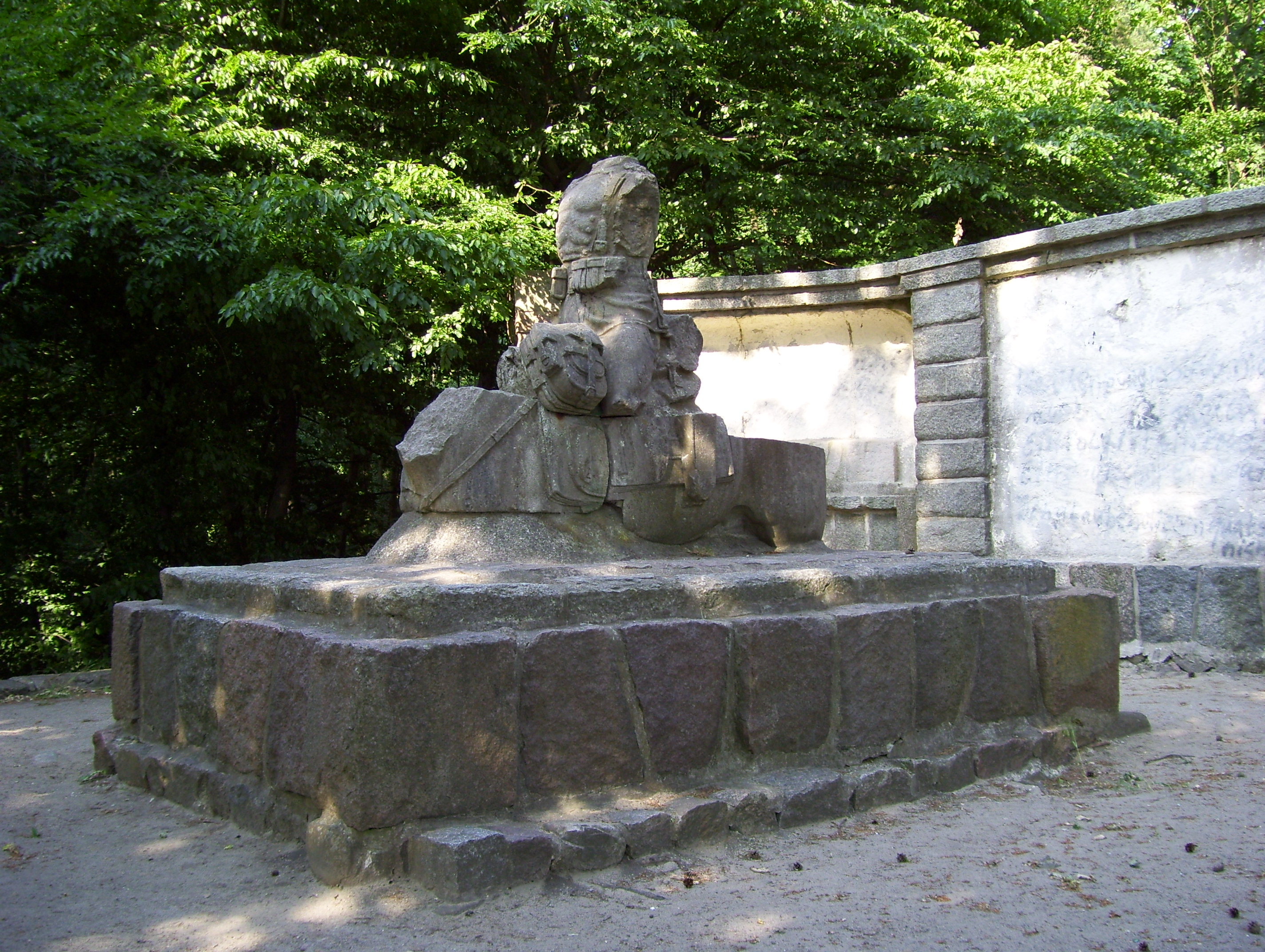
Ulanen-Denkmal, zerstört 1946

Eine Katastrophe ereignete sich am 15. Mai 1900 mit dem Einsturz der Eisenbahnbrücke in die Peene. Bei Arbeiten waren einige Bolzen zu weit gelockert worden, so dass sich die Eisenbrücke unter der Last des Personenzuges verbog und mit der Lokomotive in die Tiefe senkte. Lokführer und Heizer konnten sich durch Abspringen retten, der aufsichtsführende Brückenbaumonteur starb.
Zu Beginn des Ersten Weltkrieges 1914 wurde das 2. Pommersche Ulanen-Regiment Nr. 9 auf dem Marktplatz feierlich an die Westfront in Marsch gesetzt und nach dem Waffenstillstand hier Ende Dezember 1918 demobilisiert.
In der Weimarer Republik war Demmin eine Hochburg der rechten DNVP und des Stahlhelm, Bund der Frontsoldaten. Am 11. Februar 1932 wurde das Kreisheimatmuseum eröffnet.
Bei der letzten Reichstagswahl März 1933 waren die Stimmanteile für die Nationalsozialistische Deutsche Arbeiterpartei (NSDAP) in Demmin höher als im Rest des Landes. Die NSDAP errang in der Stadt Demmin 53,7 % (4429 Stimmen). Bei den Kommunalwahlen am 12. März 1933 waren es 49,2 %. Die Synagoge wurde im Juni 1938 an eine Möbelfirma verkauft. Nur deshalb blieb das Gebäude bis heute erhalten. Am 11. November 1938 versammelten sich Tausende auf dem Marktplatz zu einer antisemitischen Kundgebung.

### Massensuizid 1945

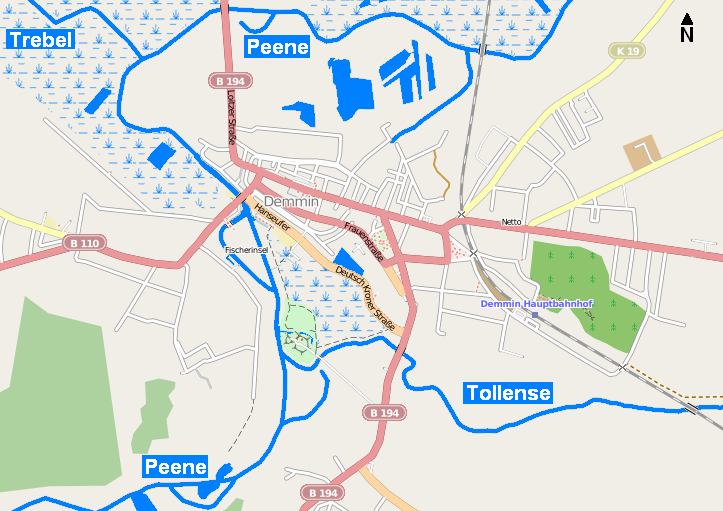
Demmin Stadtplan

Im Frühjahr 1945 erlebte Demmin ein Inferno. Um dem Gegner den schnellen Vormarsch zu erschweren, sprengte die abziehende Wehrmacht Ende April 1945 die beiden Peene-Brücken und die Tollense-Brücke hinter sich. Obwohl die Stadt am 30. April 1945 kampflos an die Rote Armee übergeben worden war, kam es beim Einmarsch von Rotarmisten der 65. sowjetischen Armee der 2. Weißrussischen Front mit Verbänden der 1. Gardepanzerarmee zu massiven Übergriffen auf die Zivilbevölkerung, insbesondere Vergewaltigungen und Brandstiftungen. Dies war u. a. ein Racheakt für die Mitvergiftung eingeladener sowjetischer Offiziere in der Adler-Apotheke der Familie Müller, die sich auf diese Weise das Leben nahm. Einer der Offiziere verstarb nach der Einnahme vergifteter Getränke. Aus Angst vor Gräueltaten und der Rache der Sieger kam es vielfach auch bereits im Vorhinein zum Massensuizid in Demmin, bei dem sich Einwohner und auch Flüchtlinge – fast ausschließlich Frauen mit ihren Kindern – erhängten oder sich in der Peene und in der Tollense ertränkten. Insgesamt kamen so etwa 900 bis „weit über eintausend Menschen um – jeder 17. Einwohner“. Die genaue Zahl der Toten konnte nicht ermittelt werden, weil unzählige Flüchtlinge in der Stadt waren und viele Leichen in den Flüssen abtrieben. Im Eingangsbuch des Friedhofsbüros wurden von der Tochter des Friedhofsgärtners auf 35 Seiten namentlich Bekannte und all die vielen Namenlosen jeden Alters festgehalten, darunter auffallend viele Kinder. Bis in die 1950er Jahre hinein wurden aus den Trümmern noch die Reste verbrannter Menschen geborgen. Der Massensuizid von Demmin ist bekannt als einer der größten überhaupt in der deutschen Geschichte. Der Dokumentarfilm Über Leben in Demmin von Martin Farkas aus dem Jahre 2017 handelt davon. In dem Roman Die Gespenster von Demmin von Verena Keßler werden die Ereignisse von einer fiktiven Überlebenden erinnert. In Zora Del Buonos Roman Canitz’ Verlangen sind die dramatischen Ereignisse von Demmin der Schlüssel zur Aufdeckung eines Familiengeheimnisses.

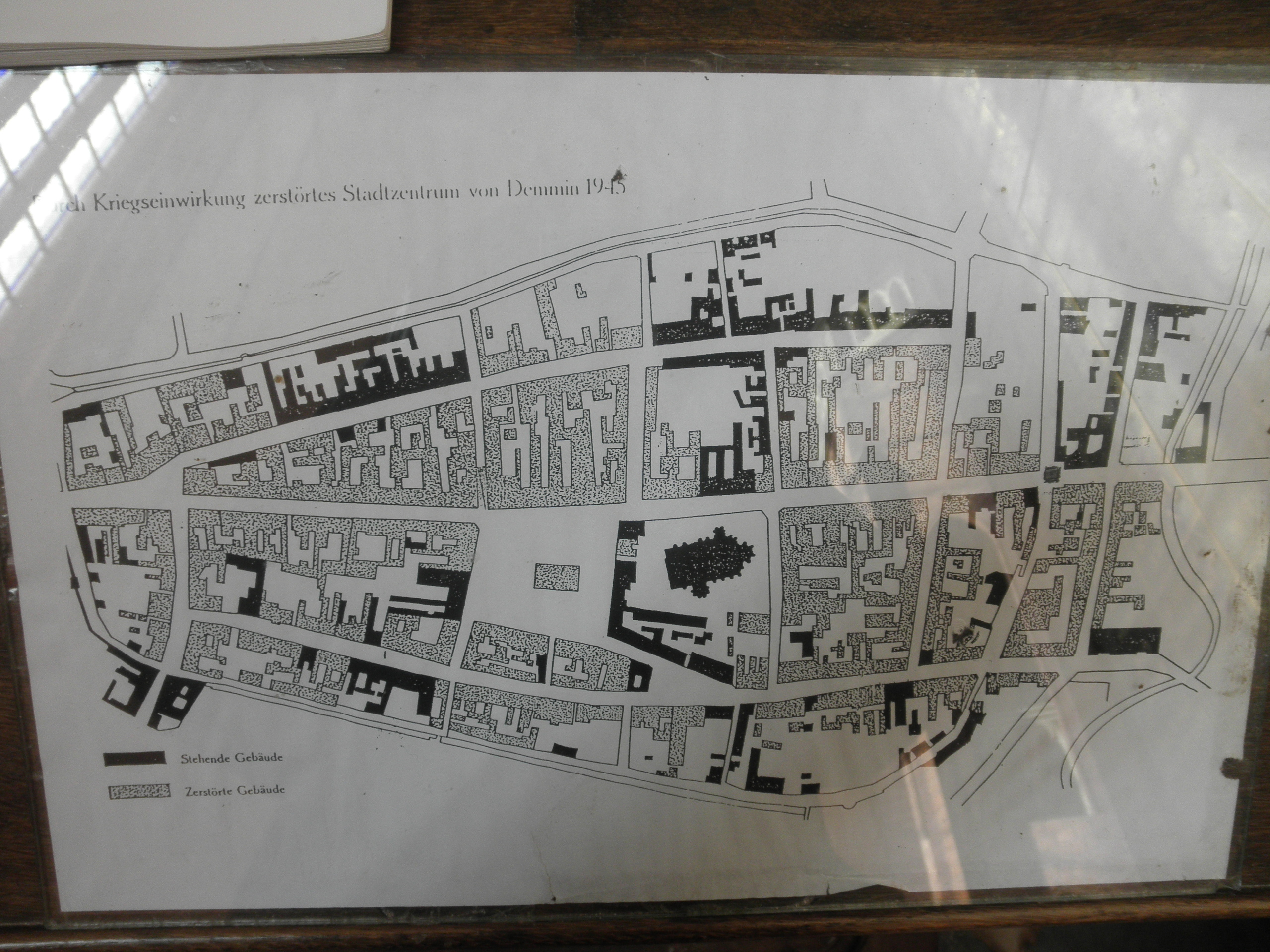
Demmin: zerstörte Flächen 1945 (Ausstellung in St.-Bartholomaei-Kirche)

Der Großteil der historisch gewachsenen Innenstadt, insbesondere der Stadtkern rund um den Marktplatz, wurde durch die Rote Armee in Brand gesteckt und so absichtlich zerstört. So blieben in der Frauenstraße nur zwei Häuser erhalten.
Den Massenselbstmord instrumentalisiert seit 2007 die rechtsextreme NPD, indem sie jährlich am 8. Mai einen „Gedenkmarsch“ oder „Trauermarsch“ durch die Demminer Innenstadt durchführt. Dieser erlangt regelmäßig ein überregionales Medienecho; gleiches gilt aber auch für die Veranstaltungen, die von unterschiedlichen Vereinen, Gewerkschaften und Parteien getragen werden. Die Zahl der rechtsextremen „Gedenkmarschierer“ wird dabei regelmäßig von einer weitaus größeren Anzahl von Gegendemonstranten übertroffen. So beteiligten sich 2013 am NPD-Fackelzug 250 Personen und 2018 ebenfalls 250 Personen, 2019 waren es 190 Personen. An der Gegendemonstration und dem vom Bürgerbündnis Demmin bleibt bunt getragenen Friedensfest im Hafen nahmen 2018 und 2019 jeweils bis zu 1000 Personen teil.

### Ab 1945
In der DDR wurde Demmin weitgehend neu aufgebaut und blieb die Kreisstadt des fast unveränderten Kreises Demmin, der von 1952 bis zum 3. Oktober 1990 zum Bezirk Neubrandenburg gehörte. Von 1990 bis 2011 war Demmin Kreisstadt des gleichnamigen Landkreises im Land Mecklenburg-Vorpommern. Seit 1991 wurden Innenstadt und Kirche im Rahmen der Städtebauförderung grundlegend saniert. 1995 wurde das kriegszerstörte Rathaus Demmin an alter Stelle auf dem Marktplatz im historischen Stil neu erbaut.
Aufgrund der Mitgliedschaft Demmins in der Hanse trat die Stadt 1992 dem Hansebund der Neuzeit bei. Seit dem 21. Januar 1994 führt die Stadt den Zusatznamen „Hansestadt“.
Seit der Kreisgebietsreform 2011 liegt die Stadt im Großkreis Mecklenburgische Seenplatte. Seit der Wende hat die Stadt gegen 6000 Einwohner verloren und ist überaltert.
Im Jahr 2020 wurde das Baumdenkmal für die Deutsche Einheit anlässlich des 31. Jahrestages der deutschen Wiedervereinigung an der Kreuzung Bahnhofstraße/Adolf-Pompe-Straße gepflanzt und am 3. Oktober mit Vertretern der Partnerstädte Lünen und Porta Westfalica feierlich eingeweiht. Zwischen den Bäumen wurden je 2 Bänke aufgestellt. Der Friedrich-Engels-Platz wurde 2020 umbenannt in Platz der Deutschen Einheit.

### Eingemeindungen
Seedorf wurde am 1. April 1942, Wotenick am 1. Juni 2004 eingemeindet.

## Bevölkerung
| Jahr/Datum | Einwohner                | evangelisch | katholisch | sonstige Christen | Juden |
| ---------- | ------------------------ | ----------- | ---------- | ----------------- | ----- |
| 1740       | 01.773                   |             |            |                   | –     |
| 1782       | 02.229                   |             |            |                   | –     |
| 1794       | 02.586                   |             |            |                   | –     |
| 1812       | 03.843                   | 03.804      | 039        |                   | –     |
| 1816       | 03.915                   | 03.890      | 025        |                   | –     |
| 1831       | 04.923                   | 04.867      | 020        |                   | 036   |
| 1843       | 06.825                   | 06.714      | 012        |                   | 099   |
| 1852       | 07.757                   | 07.633      | 038        |                   | 086   |
| 1861       | 08.016                   | 07.833      | 091        |                   | 092   |
| 1875       | 09.784                   |             |            |                   |       |
| 1880       | 10.507                   |             | 293        |                   | 103   |
| 1890       | 10.852                   | 10.370      | 322        |                   | 060   |
| 1900       | 12.079 einschl. Garnison |             | 294        |                   |       |
| 1901       | 12.452                   |             |            |                   |       |
| 1905       | 12.536                   |             |            |                   |       |
| 1925       | 12.787                   | 12.254      | 416        | 19                | 027   |
| 1933       | 14.292                   | 13.779      | 377        | 03                | 008   |
| 1939       | 15.534                   | 14.297      | 608        | 13                | 003   |
| 1950       | 17.715                   |             |            |                   |       |
| 1971       | 17.149                   |             |            |                   |       |
| 1981       | 17.181                   |             |            |                   |       |
| 1988       | 16.723                   |             |            |                   |       |
| 1990       | 16.094                   |             |            |                   |       |
| 1995       | 14.557                   |             |            |                   |       |
| 2000       | 13.529                   |             |            |                   |       |
| 2005       | 12.806                   | 0[00]2.313  | [00]307    |                   |       |
| 2010       | 11.890                   |             |            |                   |       |
| 2015       | 11.269                   |             |            |                   |       |
| 2020       | 10.523                   |             |            |                   |       |
| 2021       | 10.337                   |             |            |                   |       |
| 2022       | 9.657                    |             |            |                   |       |
| 2023       | 9.567                    |             |            |                   |       |
| 2024       | 9.583                    |             |            |                   |       |

ab 1990: Stand: 31. Dezember des jeweiligen Jahres
Ortsteile und Wohnplätze
|                 | 12/2012   | 6/2013    |
| --------------- | --------- | --------- |
| Deven           | 038       | 038       |
| Drönnewitz      | 218       | 215       |
| Erdmannshöhe    | 013       | 013       |
| Karlshof        | 014       | 011       |
| Lindenfelde     | 065       | 066       |
| Randow          | 104       | 098       |
| Seedorf         | 093       | 091       |
| Siebeneichen    | 012       | 013       |
| Vorwerk         | 417       | 414       |
| Waldberg        | 022       | 019       |
| Woldeforst      | 001       | 002       |
| Wotenick        | 210       | 211       |
| Demmin (gesamt) | 11.65000. | 11.57400. |

## Religion
Bei der Zensuserhebung 2022 gehörten 15,6 % der Einwohner Demmins der evangelischen Kirche und 2,6 % der römisch-katholischen Kirche an.

### Propstei Demmin
Die Propstei Demmin ist eine von drei Propsteien des Pommerschen Evangelischen Kirchenkreises in der Nordkirche. Ihr gehören 46 Kirchengemeinden und rund 30.000 Gemeindeglieder an.

### Katholische Kirchengemeinde
Der katholischen Kirchengemeinde Maria Rosenkranzkönigin in Altentreptow, Demmin und Grimmen gehören rund 2000 Katholiken an. Mit den Gemeinden in Stralsund und in Bergen auf Rügen bildet sie seit 2020 die Pfarrei St. Bernhard Stralsund – Rügen – Demmin innerhalb des Erzbistums Berlin.

## Politik

### Stadtvertretung
Die Gemeindevertretung von Demmin besteht aus 25 Mitgliedern. Die Kommunalwahl am 9. Juni 2024 führte bei einer Wahlbeteiligung von 51,5 % zu folgendem Ergebnis (mit Vergleichszahlen der vorigen Wahl):
| Partei / Wählergruppe                                      | Stimmenanteil 2019 | Sitze 2019 |        | Stimmenanteil 2024 | Sitze 2024 |
| AfD                                                        | 19,0 %             | 5          | 36,4 % | 9                  |            |
| CDU                                                        | 33,0 %             | 8          | 26,6 % | 7                  |            |
| Unabhängige Wählergemeinschaft der Hansestadt Demmin (UWG) | 24,9 %             | 6          | 18,9 % | 5                  |            |
| SPD                                                        | –                  | –          | 06,5 % | 2                  |            |
| Interessenverbund „Wir alle sind Demmin“ (IVD)             | 21,4 %             | 5          | 05,1 % | 1                  |            |
| Die Linke                                                  | –                  | –          | 04,9 % | 1                  |            |
| Einzelbewerberin Sylvia Wolter                             | –                  | –          | 01,1 % | –                  |            |
| diebasis                                                   | –                  | –          | 00,5 % | –                  |            |
| FDP                                                        | 01,8 %             | 1          | –      |                    |            |
| Insgesamt                                                  | 100 %              | 25         | 100 %  | 25                 |            |

### Bürgermeister
| - 1894–1913: Johannes Knitter - 1913–1920: Werner Mensching - 1920–1932: Georg Münter - 1932–1934: Albert Luckow - 1934–1945: Ernst Braatz - 1945: Horst Sieloff - 1945: Willi Haartz - 1945–1946: Gustav Schwantz | - 1946–1955: Franz Müller - 1955–1958: Heinz Quast - 1958–1961: Heinz Wesch - 1961–1970: Franz Weisheitel - 1970–1990: Günter Scheel (SED) - 1990–2012: Ernst Wellmer (CDU) - 2012–2021: Michael Koch (CDU) - seit 2021: Thomas Witkowski (CDU) |

Bei der Bürgermeisterwahl am 25. April 2021 wurde Witkowski mit 52,6 % der gültigen Stimmen gewählt. Seine Amtszeit beträgt neun Jahre.

### Wappen
| Wappen der Stadt Demmin | Blasonierung: „In Gold eine rote Burg mit einem größeren geöffneten, schwarz begatterten Mitteltor und zwei kleineren offenen Seitentoren in der Zinnenmauer, zwei spitzbedachten und mit je einer halben silbernen Lilie besteckten Zinnentürmen, deren zwei Geschosse mit je drei betagleuchteten Fenstern versehen sind; zwischen den Türmen schwebt ein gelehnter silberner Schild, darin ein aufgerichteter, golden bewehrter roter Greif. Auf dem Schild ein seitlich gekehrter, golden gekrönter blauer Spangenhelm mit rot-silbernen Decken und einem natürlichen Pfauenstoß.“ |
| Wappen der Stadt Demmin | Wappenbegründung: Das in Anlehnung an das älteste Stadtsiegel – als Abdruck überliefert von 1265 – gestaltete Wappen war in der Vergangenheit mehrfach sowohl von der Gestaltung der Wappenbilder als auch von der Tingierung her modifiziert worden. So zeigte es wohl bis 1945 stets die Wappenbilder im silbernen Schild. Von 1939 bis 1945 wies die Zinnenmauer nur ein offenes, begattertes Tor auf, war das Herrschaftszeichen der pommerschen Herzöge auf den einfachen Greifenschild reduziert. In der zweiten Hälfte des 20. Jh. führte die Stadt entgegen den heraldischen Grundsätzen die Burg schwebend im goldenen Feld. Das nunmehr in Anlehnung an eine Zeichnung von Otto Hupp wiederhergestellte Wappen vereint ein städtisches Symbol mit einem Herrschaftszeichen. Während die Burg eine stark befestigte, aus einer Burgsiedlung hervorgegangene Stadt kennzeichnen soll, erinnert das Vollwappen der Herzöge von Pommern an den Stadtgründer und Stadtherrn, der vorzugsweise in der Burg residierte. Die die Türme zierenden Lilien waren im Mittelalter das Münzbild der Stadt und Bild der städtischen Gerichtssiegel. Sie unterstrichen den hohen Rang der Stadt als Fürstensitz. Die Tinkturen Rot und Gelb sind der Stadtchronik zufolge die traditionellen Demminer Stadtfarben. Das Wappen und die Flagge wurde 2000 von dem Schweriner Heraldiker Heinz Kippnick nach einer Wappenzeichnung von Otto Hupp (1898) neu gezeichnet. Es wurde zusammen mit der Flagge am 31. Januar 2001 durch das Ministerium des Innern bestätigt und unter der Nr. 23 der Wappenrolle des Landes Mecklenburg-Vorpommern registriert. |

Flagge von Demmin

### Flagge
Die Flagge ist gleichmäßig längs gestreift von Rot und Gelb. In der Mitte des Flaggentuchs liegt, auf jeweils zwei Drittel der Höhe des roten und des gelben Streifens übergreifend, das Stadtwappen. Die Länge des Flaggentuchs verhält sich zur Höhe wie 5:3.

### Dienstsiegel
Das Dienstsiegel zeigt das Stadtwappen mit der Umschrift „HANSESTADT DEMMIN“.

### Städtepartnerschaften
Die Stadt pflegt Partnerschaften zu den deutschen Städten Bad Bevensen (Patenstadt), Lünen und Porta Westfalica sowie zur polnischen Stadt Bublitz/Bobolice.

## Sehenswürdigkeiten und Kultur

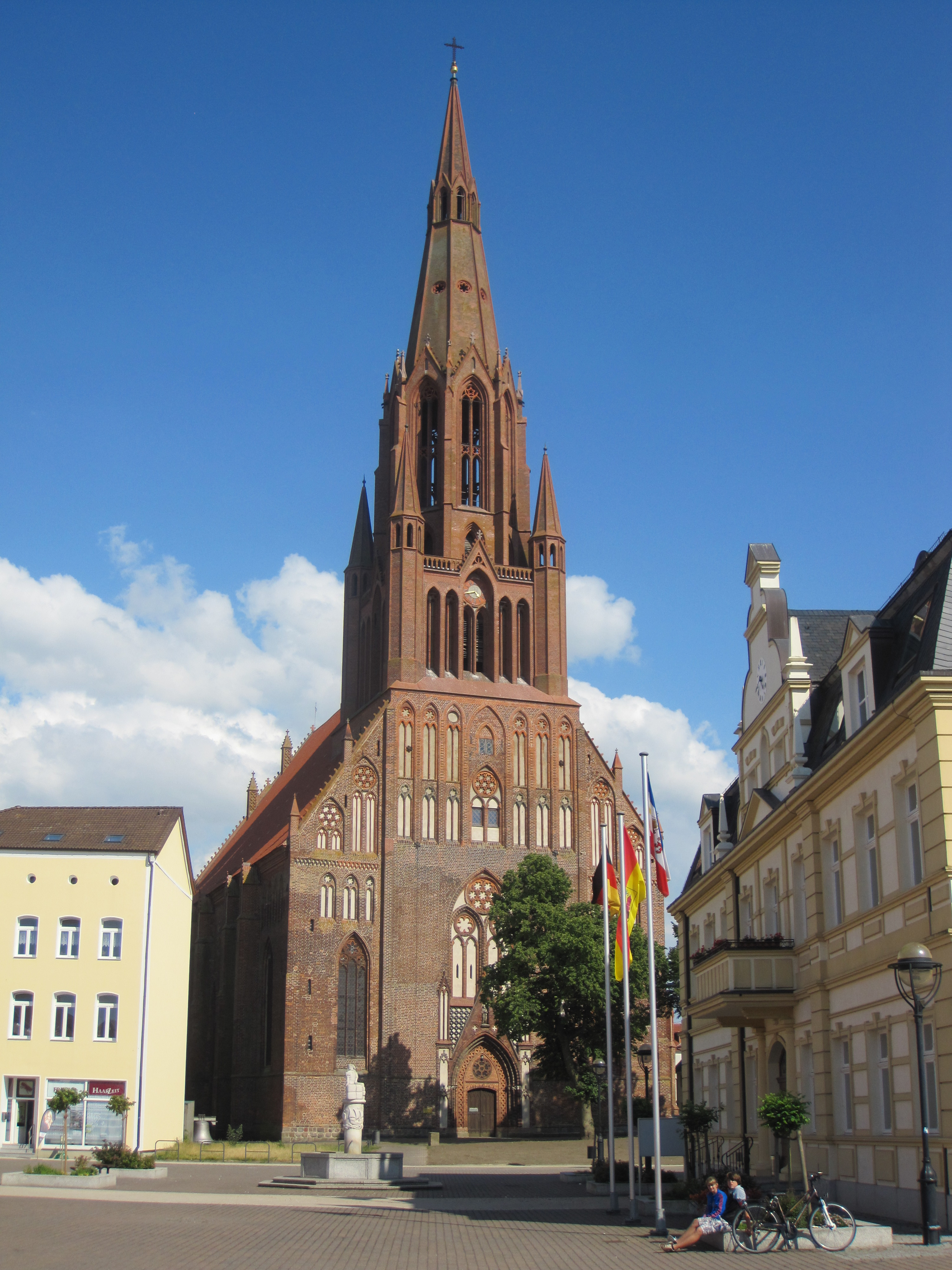
St. Bartholomaei

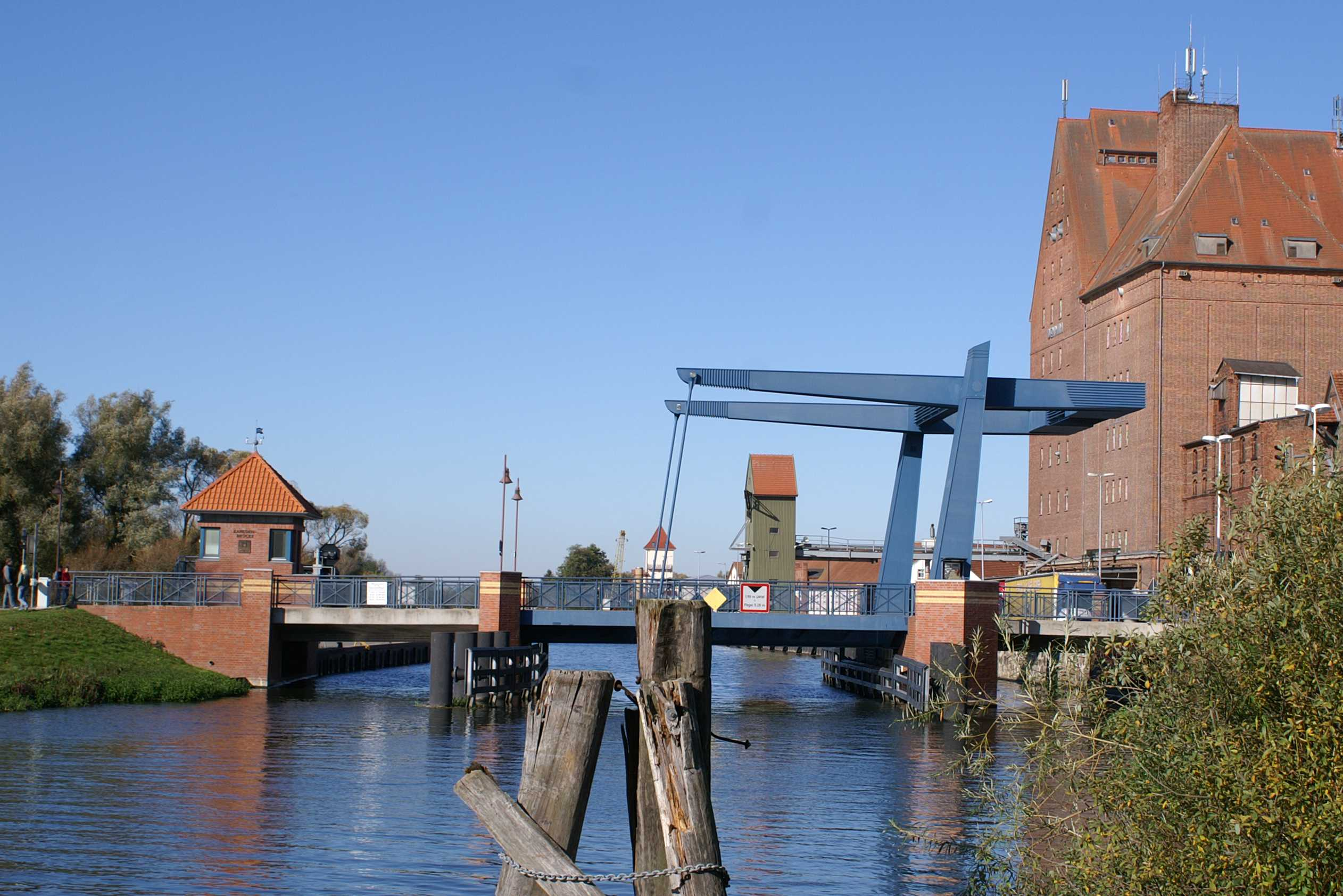
Kahldenbrücke und Hafen

### Bauwerke
- Dreischiffige backsteingotische Hallenkirche St.-Bartholomaei, erstmals 1269 erwähnt, im 14. Jahrhundert errichtet, 1676 bis auf die Umfassungswände zerstört, von 1684 bis 1706 Wiederherstellung, 1734 neue Gewölbe; Predigtkirche des Propstes der Propstei Demmin. Zwischen 1853 und 1867 erhielt sie durch die Restaurierung von Friedrich August Stüler und Weber ihre heutige im Wesentlichen neugotische Gestalt. Mit einer Höhe von 92,5 m ist der anlässlich dieser Restaurierung aufgestockte filigrane Kirchturm ein bemerkenswertes Bauwerk der Neogotik.
- Marienhain, kleiner Stadtpark und ehemaliger Kirchhof, der seinen Namen der Marienkirche verdankt, die dort bis zu ihrer Zerstörung 1630 stand. Anstelle der Kirche wurde 1799 ein kleiner achteckiger Zentralbau errichtet, der seit 1976 als Galerie genutzt wird.
- katholische Kirche Maria Rosenkranzkönigin vom Anfang des 20. Jahrhunderts (Architekt Josef Welz, 1914 Grundsteinlegung)
- Versammlungshaus der „Evangelischen Gemeinschaft“  in der Wollweberstraße (1936)[57]; ursprünglich in sachlicher Reformarchitektur gehaltener Putzbau mit ziegelsichtigen Schmuckelementen
- backsteingotisches Luisentor, einziges erhaltenes Stadttor aus dem 15. Jahrhundert mit einem zur Feld- und Stadtseite reich gegliederten Staffelgiebel; bis 1821 Kuhtor genannt
- runder Pulverturm aus Backstein, 1546 erwähnt, Rest der mittelalterlichen Stadtbefestigung
- am Hafen: Lübecker Speicher (1815), der Berliner Speicher (1900) und der große Klänhammer Speicher (1935/40)
- Demminer Rathaus, Neubau des am Ende des Zweiten Weltkrieges zerstörten und später abgerissenen Gebäudes
- repräsentatives Landratsamt in neobarocker Formensprache entworfen für die preußische Kreisstadt Demmin als Verwaltungssitz im Jahr 1910 durch Baurat Drews.[58] Im Jahr 2011 verlor Demmin den Status der Kreisstadt. Der Landkreis Mecklenburgische Seenplatte zog sich nach und nach aus dem Gebäude zurück, bis es 2023 schließlich fast leer stand.
- ehemalige Kreissparkasse (1927/1928) als Pendant zum gegenüberliegenden Landratsamt in der Adolf-Pompe-Straße 23–24, ebenfalls mit neobarocken Elementen ausgestattet[59]
- Haus Demmin: Ruinen einer frühdeutschen Burganlage an der Stelle einer 1128 erwähnten pommerschen Fürstenburg und eines 1840 im klassizistischen Stil erbauten und 1998 abgebrannten Herrenhauses der Familie von Rohr auf einer Insel am Zusammenfluss von Peene und Tollense
- Windmühle Demmin, An der Mühle 3: achteckiger Galerieholländer von 1806 mit Sockelgeschoss

### Denkmäler, Brunnen und Skulpturen

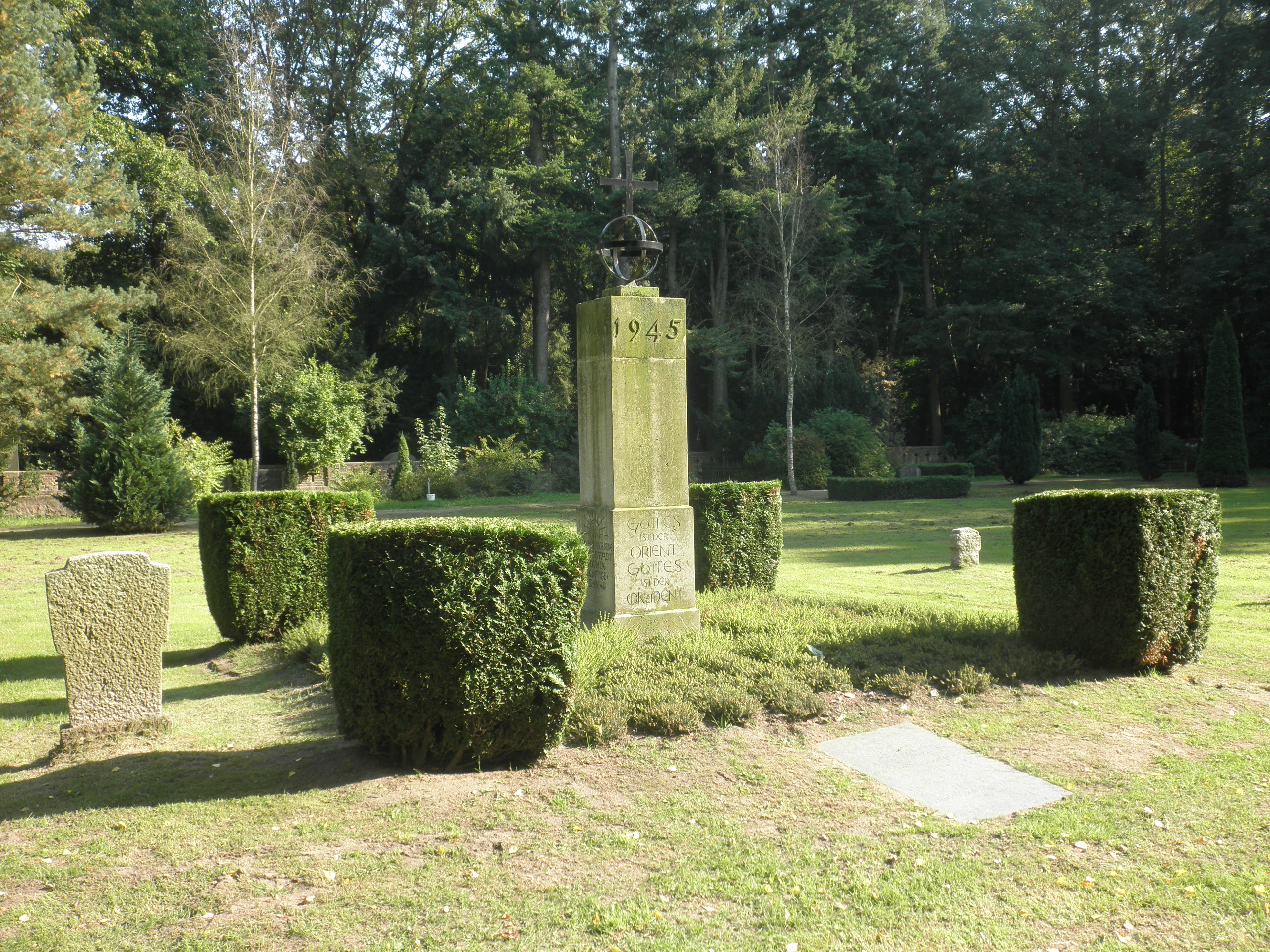
Denkmal über Massengräbern vom Mai 1945 auf dem Stadtfriedhof

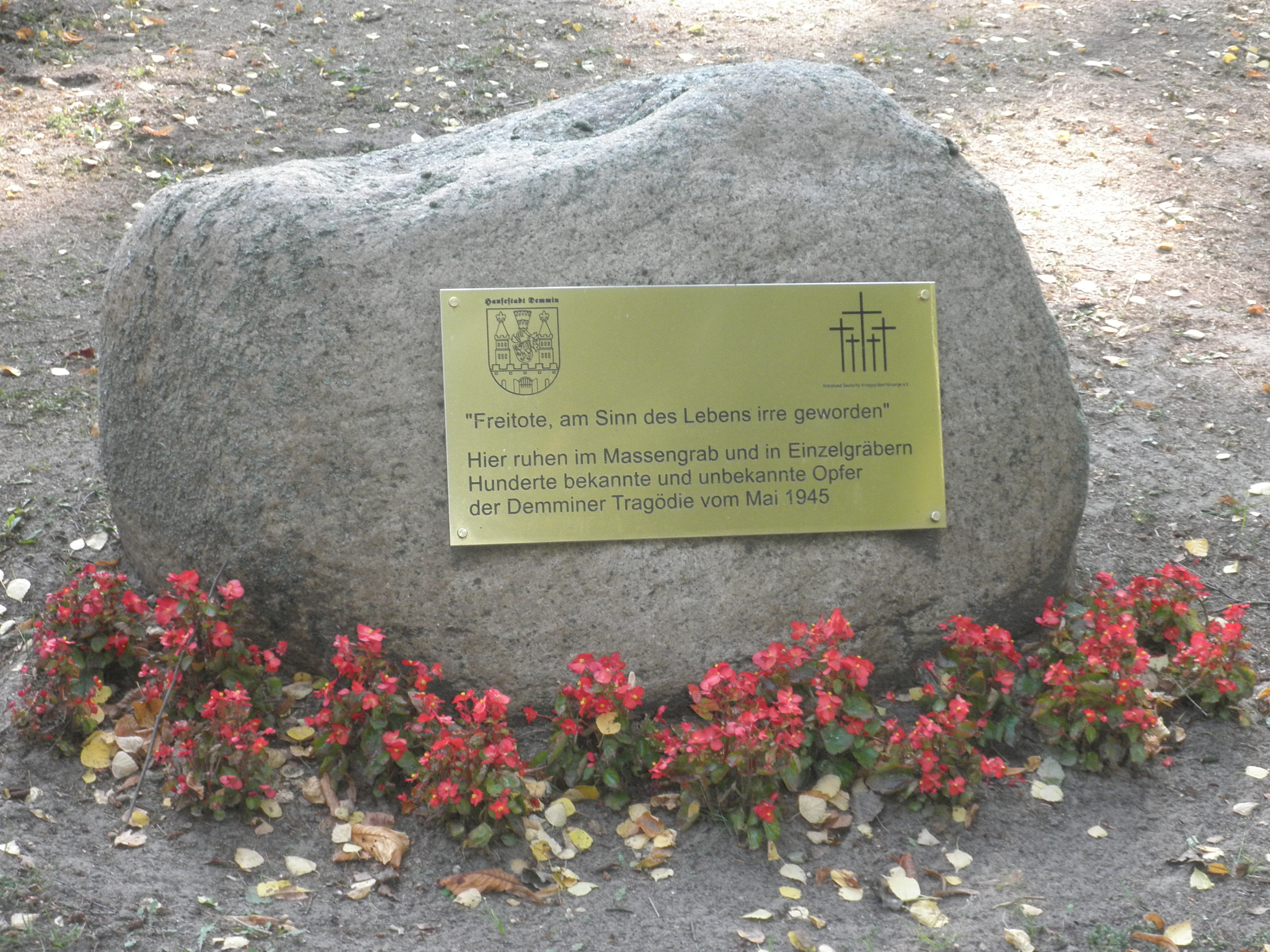
Gedenkstein für Freitote vom Mai 1945 auf dem Stadtfriedhof

- Ein großer Findling, ursprünglich in der Innenstadt auf dem alten Friedhof vor der St. Bartholomaei-Kirche, erinnert jetzt auf dem Bartholomaei-Friedhof an die etwa 1000 Frauen und Kinder, die unter dem Eindruck der Kämpfe und Übergriffe bei der Besetzung der Stadt 1945 aus dem Leben schieden. Inschrift: „Freitote, am Sinn des Lebens irre geworden“.[60]
- Kriegsgräberstätten für Gefallene des Ersten Weltkriegs und des Zweiten Weltkriegs auf dem Bartholomaei-Friedhof
- Reste des 1946 von sowjetischen Truppen zerstörten Ulanendenkmals, Reiter enthauptet, am östlichen Ende der Bergstraße
- Hansebrunnen vor dem Rathaus; eine Neugestaltung in Anlehnung an das 1936 errichtete Original mit hanseatischen Kaufmann, der eine Kogge in den Händen hielt
- Ehrenmal von 1971 auf dem Ernst-Barlach-Platz für die Opfer des Faschismus
- sowjetischer Soldatenfriedhof von 1945 auf dem Ernst-Barlach-Platz (umgestaltet 1995) für 103 sowjetische Soldaten, Kriegsgefangene, Zwangsarbeiter und ein Kind
- Grabstätte im Woldeforst nordwestlich von Demmin für 20 unbekannte sowjetische Zwangsarbeiter, die in einer Munitionsfabrik arbeiten mussten
- Gräber von 45 Ostarbeitern aus Polen und der Sowjetunion auf dem Stadtfriedhof im Stadtteil Vorwerk, die auf dem Gut der Familie von Rohr eingesetzt waren
- Gräber von mindestens 54 Zwangsarbeitern, deren Kinder sowie Kriegsgefangenen auf dem Bartholomaei-Friedhof, erkennbar noch an 18 Grabhügeln und einem Gedenkstein
- Gedenktafel in der Baustraße (zu DDR-Zeiten Karl-Köthen-Straße) für den kommunistischen Stadtverordneten Karl Köthen, der 1937 durch nationalsozialistischen Terror ums Leben kam. Die Tafel verschwand nach 1989 und ist seither verschollen.
- Gedenktafel an der Mühlenstraße/Ecke Clara-Zetkin-Straße zur Erinnerung an den antifaschistischen Widerstandskämpfer Franz Streit, der als Mitglied der Saefkow-Jacob-Bästlein-Gruppe 1944 in Brandenburg-Görden ermordet wurde. Diese Tafel verschwand nach 1992 und ist seither verschollen.
- Baumdenkmal für die Deutsche Einheit an der Kreuzung Bahnhofstraße/Adolf-Pompe-Straße (Platz der Deutschen Einheit); zwischen den Bäumen stehen je zwei Bänke sowie Informationen zu den Partnerstädten Lünen und Porta Westfalica.[39][40]

### Museum
Auf der Fischerinsel am Stadthafen befindet sich das „Hanseviertel“, ein Freilichtmuseum mit Erlebnisangeboten für Erwachsene und Kinder. Es ist von Mai bis September geöffnet.
Am Stadthafen befand sich bis 2015 das Demminer Regionalmuseum. Ein Teil der Exponate wurde vom Garnisonsverein Demmin „9. Ulanen“ e. V. digitalisiert und ist als Digitales Museum einsehbar. Im Jahr 2022 übernahm die Hansestadt Demmin den Museumsbestand für einen symbolischen Preis, seit 2023 ist der Demminer Heimatverein e. V. für die Bestandsbetreuung zuständig.
Inmitten des kleinen Stadtparks Marienhain befindet sich in der einstigen Grabkapelle des schon vor langer Zeit zu klein gewordenen Friedhofs die sogenannte „Kleine Galerie“. Dort finden von Zeit zu Zeit Ausstellungen statt.
Wechselnde Ausstellungen gibt es auch im Rathaus und in der Bartholomaeikirche am Marktplatz, sowie in den Bankgebäuden der Volksbank, der Sparkasse und der Deutschen Bank.

### Kino
Das umgestaltete Filmeck in der August-Bebel-Straße ist eines der wenigen noch existierenden Kinos in dieser Region.

### Regelmäßige Veranstaltungen
Zu den alljährlichen Veranstaltungen zählt das im Juni stattfindende Demminer Peenefest am Stadthafen. Des Weiteren findet seit 2005 jedes Jahr Anfang Mai die Demminer Kunstnacht statt.

## Wirtschaft und Infrastruktur

### Ansässige Unternehmen
- Lithonplus-Werk und Kalksandsteinwerk von HeidelbergCement
- Mecklenburg-Vorpommersche Verkehrsgesellschaft
- E.DIS, Energieversorger
- DMT Demminer Maschinenbau Technik GmbH
- Peene Werkstätten GmbH, Werkstatt für behinderte Menschen

### Verkehr
Durch Demmin führt in West-Ost-Richtung die Bundesstraße 110 zwischen Rostock und Anklam, die hier auf der Kahldenbrücke die Peene überquert. In Nord-Süd-Richtung kreuzt die Bundesstraße 194 zwischen Stralsund und Stavenhagen, die hier Teil der Deutschen Alleenstraße ist, auf der Meyenkrebsbrücke die Peene. Die Bundesautobahn 20 (Rostock–Neubrandenburg) ist über die 24 Kilometer östlich gelegene Anschlussstelle Jarmen oder die 38 Kilometer westlich gelegene Anschlussstelle Tessin erreichbar.
Der Bahnhof Demmin liegt an der Bahnstrecke Berlin–Stralsund. Er wird von der Regional-Express-Linie RE 5 (Stralsund – Berlin-Südkreuz) bedient. Von 1895 bis 1945 war Demmin zusätzlich Ausgangspunkt einer und seit 1913 zweier schmalspurigen Kleinbahnen. Diese wurden nach dem Krieg als Reparationsleistung in die Sowjetunion verbracht.
Demmin verfügt über einen eigenen Stadtbus, der werktags im Stundentakt verkehrt. Weitere regionale Linien erschließen das Umland, einzelne Fahrten verkehren durchgehend bis Rostock, Greifswald oder Stavenhagen. Durchgeführt wird der Nahverkehr vorrangig von der kreiseigenen Verkehrsgesellschaft MVVG, die ihren Hauptsitz in Demmin hat.
Der nächstgelegene Flughafen ist der Flughafen Rostock-Laage, der sich etwa 65 Kilometer entfernt befindet. Demmin besitzt einen Wirtschaftshafen an der Bundeswasserstraße Peene.

### Bildung
In Demmin gibt es mehrere Schulen. Im Goethe-Gymnasium ist ein Musikgymnasium integriert. Das Gymnasium, die Berufsschule, die Förderschule und das evangelische Schulzentrum sind nicht in der Trägerschaft der Stadt. Zu den städtischen Schulen Demmins gehören die Fritz-Reuter-Schule, die zwischen 1894 und 1895 als Stadtknabenschule errichtet wurde. Die Heinrich-Zille-Grundschule und die Pestalozzi-Schule sowie das Evangelische Schulzentrum Demmin bieten Schulunterricht im Grundschulbereich (Klasse 1 bis 4). Außer der Heinrich-Zille-Grundschule bieten alle genannten Schulen auch Schulunterricht für die SEK I (Klasse 5 bis 10) an. - Der Wasserturm wurde von 1978 bis 1981 in eine Astronomiestation mit Planetarium und Sternwarte umgebaut. Bis 2001 wurde die Astronomiestation regelmäßig in den Schulunterricht eingebunden. Seit 2013 wird die in städtischer Trägerschaft befindliche Astronomiestation durch den Physiker Michael Danielides inhaltlich und organisatorisch betreut und weiterentwickelt. Zum 40-jährigen Jubiläum der Astronomiestation wurde eine neue Fulldome-Projektionsanlage eingeweiht. Moderne Bildungsprogramme kommen seitdem vor allem den Demminer städtischen Schulen zugute.

### Gesundheitseinrichtungen
Am südlichen Rand des Stadtkerns befindet sich das nach der Wende stark erweiterte und modernisierte Kreiskrankenhaus Demmin mit 203 Betten und Hubschrauberlandeplatz. Aufgrund der modernen Ausstattung ist es ein Lehrkrankenhaus der Universitätsmedizin Greifswald geworden. Träger ist seit der Kreisgebietsreform 2011 der Landkreis Mecklenburgische Seenplatte. Neu wurde ein Erweiterungsanbau für ein Ambulantes Zentrum gebaut. Schon jetzt sorgen rund dreißig Fach- und Allgemeinärzte im ambulanten Bereich für die medizinische Versorgung.

### Sport
Neben Fußball (Demminer SV 91) sind Boxen, Handball, Ringen, Badminton (PSC Demmin), Radball (Demminer RV 1929), Reiten, Segeln und Tischtennis (SV Einheit Demmin) die traditionell in Demmin stark vertretenen Sportarten. In der Stadt gibt es neben dem Stadion der Jugend mit einem Kunstrasenplatz auch ein Freibad (Biberburg) und eine Tennishalle. Weiterhin bestehen ein Reitplatz und mehrere kleinere Sportplätze.